# Rolands Bulders
Rolands Bulders (in russo Роландс Булдерс?; Liepāja, 12 marzo 1965) è un ex calciatore lettone, di ruolo attaccante.

## Carriera

### Club
Ha cominciato la sua carriera con il Zveynieks Liepāja, formazione di Vtoraja Liga, terza serie del campionato sovietico di calcio, militandovi tra il 1983 e il 1989. Nel 1990, dopo la retrocessione in quarta serie il club cambia nome in Olimpija Liepāja.
Comincia la stagione 1991 al Daugava, club di terza divisione sovietica, ma a stagione in corso passa al RAF Jelgava, club di quarta serie. Proprio con il RAF Jelgava disputa il primo campionato lettone dalla ritrovata indipendenza, salvo tornare all'Olimpija Liepāja a metà stagione.
Acquistato dal club inglese del Charlton, non scende mai in campo, trasferendosi in Svezia al Kiruna FF, con cui vince il proprio girone di terza serie, ottenendo la promozione in seconda serie. Dopo l'immediata retrocessione della Kiruna, si trasferisce nel 1995 al Brage, disputando un altro campionato di seconda serie.
A metà del 1995 si trasferisce in Ungheria con il Stadler con cui disputa una stagione e mezza in massima serie. Tornato in patria ad inizio 1997, milita di nuovo nel Metalurgs Liepāja (nuova denominazione dell'Olimpija Liepāja), restandovi per tre stagioni, ottenendo due secondi posti consecutivi. Il 13 agosto 1998 esordisce nelle coppe europee, mettendo a segno una tripletta contro il Keflavík nella gara di andata del turno preliminare di Coppa dell Coppe. Ha anche disputato due gare di Coppa UEFA 1999-2000 contro il Lech Poznań segnano sia all'andata che al ritorno.
Chiude la carriera al Ventspils, con cui ottiene il terzo secondo posto consecutivo.

### Nazionale
Ha totalizzato 33 presenze in nazionale con 3 reti realizzate tra il 1992 e il 1999.
Il suo esordio risale all'8 aprile 1992, in amichevole contro la Romania, che fu la prima storica gara della nazionale dopo l'indipendenza: Bulders entrò nell'ultimo quarto di gara al posto di Aivars Drupass. Nel giro di pochi mesi ebbe la possibilità di giocare per la prima volta titolare in nazionale (in amichevole contro Malta) e poi di disputare la sua prima gara ufficiale, quella contro la Danimarca valida per le Qualificazioni al campionato mondiale di calcio 1994 in cui entrò nei minuti finali al posto di Ainārs Linards.
Mise a segno la sua prima rete contro l'Estonia il 21 febbraio dell'anno successivo

## Statistiche

### Cronologia presenze e reti in nazionale
| Cronologia completa delle presenze e delle reti in nazionale ― Lettonia | Cronologia completa delle presenze e delle reti in nazionale ― Lettonia | Cronologia completa delle presenze e delle reti in nazionale ― Lettonia | Cronologia completa delle presenze e delle reti in nazionale ― Lettonia | Cronologia completa delle presenze e delle reti in nazionale ― Lettonia | Cronologia completa delle presenze e delle reti in nazionale ― Lettonia | Cronologia completa delle presenze e delle reti in nazionale ― Lettonia | Cronologia completa delle presenze e delle reti in nazionale ― Lettonia |
| Data                                                                    | Città                                                                   | In casa                                                                 | Risultato                                                               | Ospiti                                                                  | Competizione                                                            | Reti                                                                    | Note                                                                    |
| ----------------------------------------------------------------------- | ----------------------------------------------------------------------- | ----------------------------------------------------------------------- | ----------------------------------------------------------------------- | ----------------------------------------------------------------------- | ----------------------------------------------------------------------- | ----------------------------------------------------------------------- | ----------------------------------------------------------------------- |
| 8-4-1992                                                                | Bucarest                                                                | Romania                                                                 | 2 – 0                                                                   | Lettonia                                                                | Amichevole                                                              | -                                                                       | 70’                                                                     |
| 26-5-1992                                                               | Attard                                                                  | Malta                                                                   | 1 – 0                                                                   | Lettonia                                                                | Amichevole                                                              | -                                                                       | 46’                                                                     |
| 26-8-1992                                                               | Riga                                                                    | Lettonia                                                                | 0 – 0                                                                   | Danimarca                                                               | Qual. Mondiali 1994                                                     | -                                                                       | 86’                                                                     |
| 9-9-1992                                                                | Dublino                                                                 | Irlanda                                                                 | 4 – 0                                                                   | Lettonia                                                                | Qual. Mondiali 1994                                                     | -                                                                       |                                                                         |
| 23-9-1992                                                               | Riga                                                                    | Lettonia                                                                | 0 – 0                                                                   | Spagna                                                                  | Qual. Mondiali 1994                                                     | -                                                                       | 10’ 82’                                                                 |
| 28-10-1992                                                              | Vilnius                                                                 | Lituania                                                                | 1 – 1                                                                   | Lettonia                                                                | Qual. Mondiali 1994                                                     | -                                                                       |                                                                         |
| 11-11-1992                                                              | Tirana                                                                  | Albania                                                                 | 1 – 1                                                                   | Lettonia                                                                | Qual. Mondiali 1994                                                     | -                                                                       |                                                                         |
| 16-12-1992                                                              | Siviglia                                                                | Spagna                                                                  | 5 – 0                                                                   | Lettonia                                                                | Qual. Mondiali 1994                                                     | -                                                                       |                                                                         |
| 20-2-1993                                                               | Vantaa                                                                  | Lettonia                                                                | 1 – 2                                                                   | Lituania                                                                | Amichevole                                                              | -                                                                       | 46’                                                                     |
| 21-2-1993                                                               | Vantaa                                                                  | Lettonia                                                                | 2 – 0                                                                   | Estonia                                                                 | Amichevole                                                              | 1                                                                       |                                                                         |
| 14-4-1993                                                               | Copenaghen                                                              | Danimarca                                                               | 2 – 0                                                                   | Lettonia                                                                | Qual. Mondiali 1994                                                     | -                                                                       | 63’                                                                     |
| 9-6-1993                                                                | Riga                                                                    | Lettonia                                                                | 0 – 2                                                                   | Irlanda                                                                 | Qual. Mondiali 1994                                                     | -                                                                       |                                                                         |
| 30-7-1994                                                               | Vilnius                                                                 | Estonia                                                                 | 0 – 2                                                                   | Lettonia                                                                | Coppa del Baltico 1994                                                  | 1                                                                       |                                                                         |
| 31-7-1994                                                               | Vilnius                                                                 | Lituania                                                                | 1 – 0                                                                   | Lettonia                                                                | Coppa del Baltico 1994                                                  | -                                                                       |                                                                         |
| 7-9-1994                                                                | Riga                                                                    | Lettonia                                                                | 0 – 3                                                                   | Irlanda                                                                 | Qual. Euro 1996                                                         | -                                                                       |                                                                         |
| 8-3-1995                                                                | Budapest                                                                | Ungheria                                                                | 3 – 1                                                                   | Lettonia                                                                | Amichevole                                                              | -                                                                       | 73’                                                                     |
| 6-9-1995                                                                | Riga                                                                    | Lettonia                                                                | 1 – 0                                                                   | Liechtenstein                                                           | Qual. Euro 1996                                                         | -                                                                       | 31’                                                                     |
| 7-7-1996                                                                | Narva                                                                   | Estonia                                                                 | 1 – 1                                                                   | Lettonia                                                                | Coppa del Baltico 1996                                                  | 1                                                                       |                                                                         |
| 8-7-1996                                                                | Narva                                                                   | Lettonia                                                                | 1 – 2                                                                   | Lituania                                                                | Coppa del Baltico 1996                                                  | -                                                                       |                                                                         |
| 1-9-1996                                                                | Riga                                                                    | Lettonia                                                                | 1 – 2                                                                   | Svezia                                                                  | Qual. Mondiali 1998                                                     | -                                                                       | 74’                                                                     |
| 5-10-1996                                                               | Riga                                                                    | Lettonia                                                                | 0 – 2                                                                   | Scozia                                                                  | Qual. Mondiali 1998                                                     | -                                                                       | 77’                                                                     |
| 9-10-1996                                                               | Minsk                                                                   | Bielorussia                                                             | 1 – 1                                                                   | Lettonia                                                                | Qual. Mondiali 1998                                                     | -                                                                       | 68’                                                                     |
| 18-5-1997                                                               | Tallinn                                                                 | Estonia                                                                 | 1 – 3                                                                   | Lettonia                                                                | Qual. Mondiali 1998                                                     | -                                                                       | 73’                                                                     |
| 19-8-1998                                                               | Reykjavík                                                               | Islanda                                                                 | 4 – 1                                                                   | Lettonia                                                                | Amichevole                                                              | -                                                                       | 69’                                                                     |
| 6-9-1998                                                                | Oslo                                                                    | Norvegia                                                                | 1 – 3                                                                   | Lettonia                                                                | Qual. Euro 2000                                                         | -                                                                       | 73’                                                                     |
| 10-10-1998                                                              | Riga                                                                    | Lettonia                                                                | 1 – 0                                                                   | Georgia                                                                 | Qual. Euro 2000                                                         | -                                                                       | 86’                                                                     |
| 14-10-1998                                                              | Maribor                                                                 | Slovenia                                                                | 1 – 0                                                                   | Lettonia                                                                | Qual. Euro 2000                                                         | -                                                                       | 79’                                                                     |
| 10-11-1998                                                              | Tunisi                                                                  | Tunisia                                                                 | 2 – 0                                                                   | Lettonia                                                                | Amichevole                                                              | -                                                                       | 65’                                                                     |
| 31-3-1999                                                               | Riga                                                                    | Lettonia                                                                | 0 – 0                                                                   | Grecia                                                                  | Qual. Euro 2000                                                         | -                                                                       | 46’                                                                     |
| 28-4-1999                                                               | Riga                                                                    | Lettonia                                                                | 0 – 0                                                                   | Albania                                                                 | Qual. Euro 2000                                                         | -                                                                       |                                                                         |
| 26-6-1999                                                               | Curitiba                                                                | Brasile                                                                 | 3 – 0                                                                   | Lettonia                                                                | Amichevole                                                              | -                                                                       | 46’                                                                     |
| 4-9-1999                                                                | Tirana                                                                  | Albania                                                                 | 3 – 3                                                                   | Lettonia                                                                | Qual. Euro 2000                                                         | -                                                                       | 84’                                                                     |
| 8-9-1999                                                                | Tbilisi                                                                 | Georgia                                                                 | 2 – 2                                                                   | Lettonia                                                                | Qual. Euro 2000                                                         | -                                                                       | 82’                                                                     |
| Totale                                                                  |                                                                         | Presenze                                                                | 33                                                                      |                                                                         | Reti                                                                    | 3                                                                       |                                                                         |

## Palmarès
- Division 2: 1

Kiruna: 1993 (Girone Norrland)